# قائمة زملاء الجمعية الملكية المنتخبين في 1895
هذه الصفحة تعرض قائمة زملاء الجمعية الملكية المُنتخبين لعام 1895.

## الزملاء
- ويليام ماسيوين
- John Eliot (meteorologist) [الإنجليزية]‏
- جون وولف باري
- Alfred Gibbs Bourne [الإنجليزية]‏
- Horace Davey, Baron Davey [الإنجليزية]‏
- جورج اتش بريان
- إرنست هوارد غريفيث
- Joseph Reynolds Green [الإنجليزية]‏
- Sydney J. Hickson [الإنجليزية]‏
- Charles Heycock [الإنجليزية]‏
- وليام هنري باور
- Frank McClean [الإنجليزية]‏

## الأعضاء الأجانب
- Jean Albert Gaudry [الإنجليزية]‏
- فريدريش كولراوش
- سوفوس لاي
- إيليا ميتشنيكوف